# 清秀龍屬
清秀龍屬（學名：Qingxiusaurus）是蜥腳下目泰坦巨龍類的一屬，化石發現於中國廣西，年代為白堊紀晚期。模式種是右江清秀龍（Q. youjiangensis），是由莫进尤等人在2008年命名。如同其他蜥腳類恐龍，清秀龍是種植食性的大型四足恐龍。